# 藤生雄人
藤生 雄人（ふじゅう たけひと、1974年（昭和49年）9月17日 - ）は、群馬県みどり市出身の競艇選手。群馬県立桐生南高等学校卒業。
登録番号3659。身長164cm。血液型O型。72期。群馬支部所属。同期に、石田政吾、武田光史、淺田千亜希らがいる。

## 来歴
- 1993年5月、桐生競艇場での一般競走でデビュー。
- 2010年9月27日、浜名湖競艇場での「G1浜名湖賞 開設57周年記念」でG1初勝利を飾る[1]